# Jaunac
Jaunac ist ein Ort und eine südfranzösische Gemeinde mit 121 Einwohnern (Stand 1. Januar 2022) im Département Ardèche in der historischen Kulturlandschaft des Vivarais.

## Lage
Jaunac liegt am östlichen Rand des Zentralmassivs in den Boutières knapp 65 km (Fahrtstrecke) südwestlich von Annonay bzw. ca. 63 km östlich von Le Puy-en-Velay in einer Höhe von ca. 585 m ü. d. M. Das Klima ist gemäßigt; Regen fällt verteilt über das ganze Jahr.

## Bevölkerungsentwicklung
| Jahr                       | 1800 | 1851 | 1901 | 1954 | 1999 | 2014 |
| Einwohner                  | 304  | 242  | 245  | 134  | 107  | 137  |
| Quellen: Cassini und INSEE |      |      |      |      |      |      |

Der kontinuierliche Rückgang der Einwohnerzahlen seit Beginn des 20. Jahrhunderts ist im Wesentlichen auf die Mechanisierung der Landwirtschaft und den damit einhergehenden Verlust an Arbeitsplätzen zurückzuführen.

## Wirtschaft
Traditionell lebte die Bevölkerung von der Viehzucht und von ein wenig Feldbau, der jedoch wegen der Höhenlage nur geringe Erträge hervorbrachte. Heute spielt der Tourismus in Form der Vermietung von Ferienhäusern (gîtes) eine bedeutende Rolle im Wirtschaftsleben des Ortes.

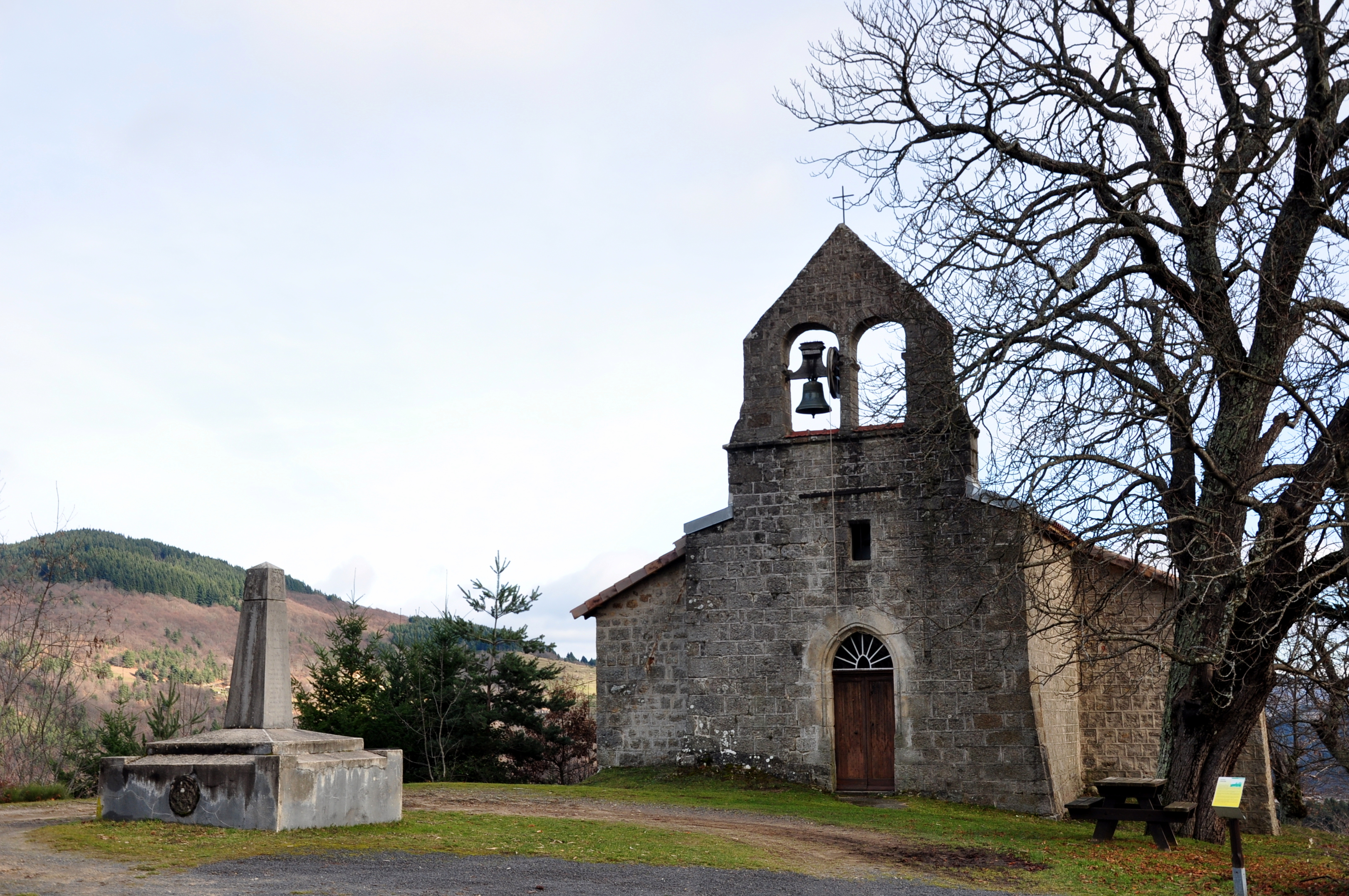
Kirche St-Pierre

## Geschichte
In der Antike gehörte die Gegend zum Siedlungsgebiet des keltischen Volksstammes der Helvier. Im Mittelalter wurde die Gegend vom nicht mehr existierenden Château Brion dominiert. In der zweiten Hälfte des 16. Jahrhunderts war der alte Ortskern von den Wirren der Hugenottenkriege (1562–1598) betroffen und wurde allmählich vom neugegründeten Dorf Jaunac abgelöst.

## Sehenswürdigkeiten
- Die einschiffige Kirche St-Pierre steht auf einer Anhöhe abseits und oberhalb des Dorfes. Sie ist aus regelmäßig behauenen Hausteinen errichtet und dürfte dem 15. oder 16. Jahrhundert zuzuordnen sein. Ihr Glockengiebel ist zweigeteilt.
- Auf dem Gemeindegebiet erhebt sich der Mont Brion, ein Berg vulkanischen Ursprungs mit zahlreichen Basaltsäulen. Hier stand einst die Stammburg der Familie Brion und ein im 16. Jahrhundert verlassenes Dorf mitsamt Kirche.